# Russell Foskett
Pour les articles homonymes, voir Foskett.
 (juin 2014).
Si vous disposez d'ouvrages ou d'articles de référence ou si vous connaissez des sites web de qualité traitant du thème abordé ici, merci de compléter l'article en donnant les références utiles à sa vérifiabilité et en les liant à la section « Notes et références ».
Russell George Foskett (7 mai 1917 - 31 octobre 1944) était un as de l'aviation australienne de la Seconde Guerre mondiale.

## Biographie
Né dans la banlieue de Sydney, en Nouvelle-Galles du Sud, Foskett a d'abord travaillé comme employé avant de s'enrôler dans la Royal Australian Air Force en 1940. Accepté comme apprenti-pilote dans l'Empire Air Training Scheme, il a fait sa formation en Australie et en Rhodésie du Sud, avant d'être envoyé en Afrique du Nord. Dans ses missions aériennes, Foskett a été officiellement crédité de la destruction de 6 ½ avions des armées de l'Axe et a reçu à ce titre la Distinguished Flying Cross. Nommé à la tête de la 94e escadrille de la RAF, il a été transféré sur le Théâtre de guerre de la Méditerranée en 1944. Foskett a été tué le 31 octobre 1944, après que son appareil eut développé un problème moteur et qu'il eut été contraint de sauter en mer Égée, son parachute ne s'étant pas ouvert.